# Acsmithia laxiflora
Acsmithia laxiflora là một loài thực vật có hoa trong họ Cunoniaceae. Loài này được Hoogland mô tả khoa học đầu tiên năm 1979.